# Brylkinia caudata
Brylkinia caudata är en gräsart som först beskrevs av William Munro och Asa Gray, och fick sitt nu gällande namn av Friedrich Schmidt. Brylkinia caudata ingår i släktet Brylkinia och familjen gräs. Inga underarter finns listade i Catalogue of Life.